# Origo
„Origo” (srp. Poreklo) je pesma mađarskog pevača i repera Jožefa Papaija. Dana 4. januara 2017. Magneoton objavio je pesmu. 18. februara 2017. Jožef je pobedio na mađarskom nacionalnom takmičenju A dal 2017 i time stekao pravo da predstavlja Mađarsku na izboru za Pesmu Evrovizije 2017 sa pesmom Origo u Kijevu (Ukrajina).

## Spisak pesama
| №  | Naziv | Trajanje |  |
| 1. |       | 3:23     |  |

## Istorija objave
| Regija      | Datum           | Format                | Izdavačka kuća |
| ----------- | --------------- | --------------------- | -------------- |
| Širom sveta | 4. januar 2017. | Digitalno preuzimanje |                |

## Spoljašnje veze
- Snimak sa nacionalnog finala na Jutjubu